# 존 발리올
존 발리올(John Balliol, 1249년경 - 1314년 11월 25일)은 1292년에서 1296년 사이 스코틀랜드 국왕이다. 알락산다르 3세가 죽고 그 외손녀인 노르웨이 공주 마르그레트가 스코틀랜드 왕위를 이어받아야 했는데 마르그레트마저 병으로 요절하자 발리올이 새 왕으로 추대되었다. 잉글랜드의 에드워드 1세는 끊임없이 발리올의 기반을 약화시키려고 공작을 벌이고 발리올에게 스코틀랜드가 잉글랜드의 속국이 되는 것을 강요했다. 피로해진 스코트인들은 발리올을 제쳐두고 12인 평의회를 만들어 대신 나라를 통치하도록 했다. 평의회는 프랑스와 소위 올드 동맹이라고 불리는 동맹을 체결했다.
이에 에드워드 1세가 스코틀랜드를 침공했고, 스코틀랜드 독립전쟁이 시작되었다. 1296년 스코틀랜드가 패배했을 때 발리올은 퇴위당한 뒤 런던탑에 수감되었다. 이후 발리올은 프랑스로 보내졌으나 스코트인들을 도우려는 움직임을 전혀 보이지 않고 여생을 보냈다. 이후 스코틀랜드는 1306년 로버트 1세가 즉위할 때까지 제2차 공위기에 돌입한다.